# 中华人民共和国司法体制
中华人民共和国司法体制由审判机关（人民法院）、检察机关与法律监督机关（人民检察院）以及公安机关、国家安全机关、司法行政机关等承担部分司法职能的行政机关构成。依据《中华人民共和国宪法》《香港特别行政区基本法》《澳门特别行政区基本法》有关规定，香港特别行政区与澳门特别行政区采用独立司法体制，此体制只适用于中国内地。

## 政法委员会
根据《中国共产党章程》、《中国共产党党和国家机关基层组织工作条例》等规定，从中央到县级地方各级党委设立了中国共产党政法委员会，实施对审判、检察、公安和国家安全机关的领导。

## 审判机关

中华人民共和国人民法院法徽

根据《中华人民共和国宪法》和《中华人民共和国人民法院组织法》，人民法院是国家审判机关，可分为最高人民法院、地方各级人民法院与专门人民法院。中华人民共和国不设立宪法法院，不单独设立行政法院。

## 检察机关

中华人民共和国人民检察院检徽

根据《中华人民共和国宪法》和《中华人民共和国人民检察院组织法》，人民检察院是国家检察机关和国家法律监督机关，可分为最高人民检察院、地方各级人民检察院和专门人民检察院。

## 公安机关

中华人民共和国人民警察警徽

公安机关是中国内地的刑事侦查机关和行政执法机关，同时承担着维护社会治安、民事纠纷调解等准司法职能。
公安机关同时也负责户籍管理、道路交通管理、机动车登记、口岸边防管理、等其他事务。
现在中国内地的看守所由公安机关而不是司法行政机关管理。

## 国家安全机关

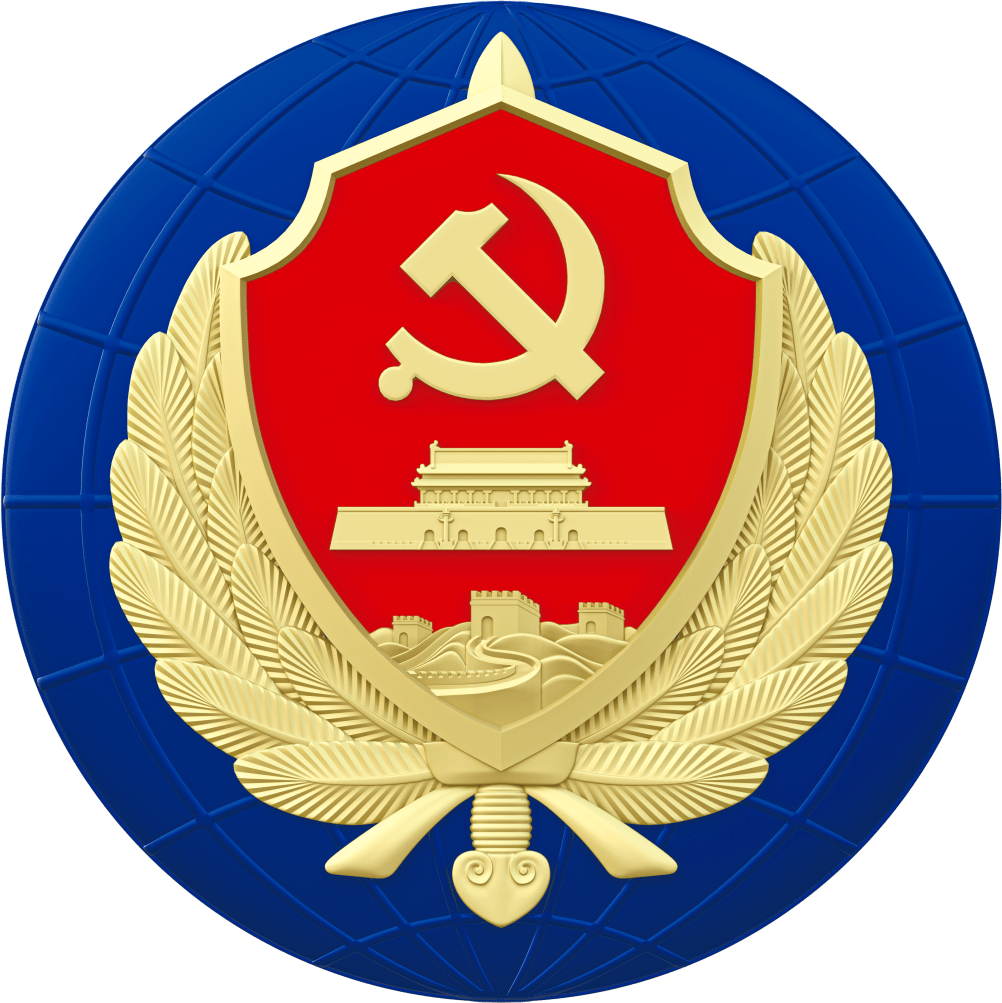
中华人民共和国国家安全部徽章

国家安全机关由国家安全部和地方各级国家安全厅、局组成，原来是公安机关的一部分，但是业务上比较独立。负责反间谍和重点场所的保卫事务。
国家安全机关在其负责的范围内行使警察权力，必要时可以凭《国家安全任务执行证》调动其他警察机关和武装警察部队协同执行任务。

## 司法行政机关

中华人民共和国司法行政机关法徽及标识

中国的司法行政机关是从革命时期的行政机构发展而来的。中华人民共和国司法行政机关是各级人民政府组成部门，可分为中央司法行政机关与地方司法行政机关。中华人民共和国司法部是国务院（中央人民政府）司法行政机关。省、自治区司法厅，直辖市司法局是省级司法行政机关。地级市、地区（盟）、自治州司法局是地级司法行政机关。县、县级市、市辖区司法局是县级司法行政机关。乡、镇司法所是县级司法行政机关派出的基层司法行政机构。

### 机构设置
以地市司法局为例，一般设有：
内设机构
- 办公室
- 政治部
- 纪检监察室
- 基层工作科（兼社区矫正帮教安置办公室）
- 法制宣传教育（普法）科
- 计财装备科
- 法制法规科
- 强制戒毒科

直属机构和直属事业单位
- 司法考试中心
- 司法鉴定中心
- 法律援助中心（“148”法律服务专线）
- 公证服务管理中心
- 律师管理中心
- 下属分局、司法所

### 监狱
按照《中华人民共和国监狱法》（以下简称《监狱法》）规定，“监狱是国家的刑罚执行机关”。监狱的任务是正确执行刑罚，惩罚和改造罪犯，以达到预防和减少犯罪的目的。